# Jorge Sánchez
Jorge Eduardo Sánchez Ramos (Torreón, 10 december 1997) is een Mexicaans voetballer die doorgaans speelt als rechtsback. In juli 2024 verruilde hij Ajax voor Cruz Azul. Sánchez maakte in 2019 zijn debuut in het Mexicaans voetbalelftal.

## Clubcarrière
Sánchez speelde vanaf 2012 in de jeugdopleiding van Santos Laguna. Zijn debuut in het eerste elftal maakte hij op 19 september 2016, in het eigen Estadio Corona tegen Pumas UNAM. Door een doelpunt van Mauricio Cuero en twee van Jonathan Rodríguez en een tegentreffer van Jesús Gallardo won Santos Laguna met 3–1. Sánchez mocht van coach José Manuel de la Torre in de basis beginnen en speelde het gehele duel mee.
In de zomer van 2019 verkaste de vleugelverdediger naar Club América. Bij deze club maakte hij op 16 september 2018 zijn eerste doelpunt als profvoetballer. Tijdens een wedstrijd in de Liga MX opende hij na negenentwintig minuten de score tegen Monarcas Morelia. Mateus Uribe verdubbelde later de voorsprong, waarna de eindstand van 2–1 bereikt werd door een goal van Sebastián Vegas.
In de zomer van 2022 maakte Sánchez voor een bedrag van circa vijf miljoen euro de overstap naar Ajax, waar hij zijn handtekening zette onder een verbintenis voor de duur van vier seizoenen. In Amsterdam was hij een van de opvolgers van Noussair Mazraoui, die was vertrokken naar Bayern München. Hij debuteerde in de Eredivisie op 28 augustus als invaller voor Rensch in de uitwedstrijd tegen FC Utrecht (0–2 winst). Op 7 september debuteerde hij als invaller in de UEFA Champions League, tijdens de met 4–0 gewonnen thuiswedstrijd tegen Rangers. Op 16 oktober maakte hij tegen Excelsior (7–1 winst) zijn eerste doelpunt voor Ajax. Tijdens zijn eerste seizoen rouleerde hij met Devyne Rensch voor de rol als rechtsback.
In seizoen 2023/24 werd hij door Ajax aan FC Porto verhuurd, met een optie tot koop. In april 2024 werd de rechtsback door coach Sérgio Conceição uit de selectie gezet. De optie tot koop werd door Porto niet gelicht en aan het einde van de jaargang keerde hij terug naar Ajax. De Amsterdamse club verkocht hem voor circa drie miljoen euro aan Cruz Azul, waardoor Sánchez na twee jaar weer terugkeerde naar Mexico. Hij tekende voor drie seizoenen bij zijn nieuwe club.

## Clubstatistieken
| Seizoen | Club          | Competitie    | Competitie | Competitie | Beker | Beker | Internationaal | Internationaal | Totaal | Totaal |
| Seizoen | Club          | Competitie    | Wed.       | Dlp.       | Wed.  | Dlp.  | Wed.           | Dlp.           | Wed.   | Dlp.   |
| ------- | ------------- | ------------- | ---------- | ---------- | ----- | ----- | -------------- | -------------- | ------ | ------ |
| 2016/17 | Santos Laguna | Liga MX       | 22         | 0          | 3     | 0     | —              | —              | 25     | 0      |
| 2017/18 | Santos Laguna | Liga MX       | 10         | 0          | 5     | 0     | —              | —              | 15     | 0      |
| 2018/19 | Club América  | Liga MX       | 34         | 1          | 9     | 0     | 3              | 0              | 46     | 1      |
| 2019/20 | Club América  | Liga MX       | 23         | 0          | 0     | 0     | 5              | 0              | 28     | 0      |
| 2020/21 | Club América  | Liga MX       | 33         | 1          | 0     | 0     | 7              | 0              | 40     | 1      |
| 2021/22 | Club América  | Liga MX       | 32         | 0          | 0     | 0     | 0              | 0              | 32     | 0      |
| 2022/23 | Club América  | Liga MX       | 3          | 0          | 0     | 0     | 0              | 0              | 3      | 0      |
| 2022/23 | Ajax          | Eredivisie    | 17         | 2          | 4     | 1     | 5              | 0              | 26     | 3      |
| 2023/24 | → FC Porto    | Primeira Liga | 14         | 0          | 3     | 0     | 6              | 0              | 23     | 0      |
| 2024/25 | Cruz Azul     | Liga MX       | 3          | 0          | 0     | 0     | 0              | 0              | 3      | 0      |
| Totaal  | Totaal        | Totaal        | 191        | 4          | 24    | 1     | 26             | 0              | 241    | 5      |

Bijgewerkt op 23 juli 2024.

## Interlandcarrière
Sánchez maakte zijn debuut in het Mexicaans voetbalelftal op 26 maart 2019, toen met 4–2 gewonnen werd van Paraguay in een vriendschappelijke wedstrijd. Door treffers van Jonathan dos Santos en Javier Hernández en een eigen doelpunt van Gustavo Gómez ging Mexico met een ruime voorsprong de rust in. Hierna scoorden de Paraguayanen Hernán Pérez en Derlis González, waarna Luis Montes de eindstand bepaalde. Sánchez mocht van bondscoach Gerardo Martino in de basisopstelling beginnen en hij speelde het gehele duel mee. De andere Mexicaanse debutant dit duel was Alexis Vega (Chivas Guadalajara). In juni van dat jaar nam Martino de verdediger op in zijn selectie voor de Gold Cup. Nog voor de start van het toernooi raakte Sánchez echter geblesseerd, waardoor hij vervangen werd door Uriel Antuna. Op 7 oktober 2021 kwam hij voor het eerst tot scoren in de nationale ploeg, tijdens zijn zeventiende interland, in een kwalificatiewedstrijd voor het WK 2022 tegen Canada. Hij opende op aangeven van Hirving Lozano de score, waarna Jonathan Osorio de uitslag bepaalde op 1–1.
In oktober 2022 werd Sánchez door Martino opgenomen in de voorselectie van Mexico voor het WK 2022. Tweeënhalve week later werd hij ook onderdeel van de definitieve selectie. Tijdens dit WK werd Mexico uitgeschakeld in de groepsfase na een gelijkspel tegen Polen, een nederlaag tegen Argentinië en een zege op Saoedi-Arabië. Sánchez kwam in twee duels in actie. Zijn toenmalige clubgenoten Remko Pasveer, Jurriën Timber, Steven Bergwijn, Steven Berghuis, Davy Klaassen, Daley Blind, Kenneth Taylor (allen Nederland), Edson Álvarez (eveneens Mexico), Dušan Tadić (Servië) en Mohammed Kudus (Ghana) waren ook actief op het toernooi.
| Interlands van Jorge Sánchez voor Mexico | Interlands van Jorge Sánchez voor Mexico | Interlands van Jorge Sánchez voor Mexico | Interlands van Jorge Sánchez voor Mexico | Interlands van Jorge Sánchez voor Mexico | Interlands van Jorge Sánchez voor Mexico | Interlands van Jorge Sánchez voor Mexico |
| №                                        | Datum                                    | Wedstrijd                                | Uitslag                                  | Competitie                               | Goals                                    |                                          |
| Als speler bij Club América              | Als speler bij Club América              | Als speler bij Club América              | Als speler bij Club América              | Als speler bij Club América              | Als speler bij Club América              | Als speler bij Club América              |
| ---------------------------------------- | ---------------------------------------- | ---------------------------------------- | ---------------------------------------- | ---------------------------------------- | ---------------------------------------- | ---------------------------------------- |
| 1                                        | 26 maart 2019                            | Mexico – Paraguay                        | 4 – 2                                    | Vriendschappelijk                        |                                          |                                          |
| 2                                        | 5 juni 2019                              | Mexico – Venezuela                       | 3 – 1                                    | Vriendschappelijk                        |                                          |                                          |
| 3                                        | 9 juni 2019                              | Mexico – Ecuador                         | 3 – 2                                    | Vriendschappelijk                        |                                          |                                          |
| 4                                        | 6 september 2019                         | Verenigde Staten – Mexico                | 0 – 3                                    | Vriendschappelijk                        |                                          |                                          |
| 5                                        | 11 oktober 2019                          | Bermuda – Mexico                         | 1 – 5                                    | Nations League 2019/20                   |                                          |                                          |
| 6                                        | 19 november 2019                         | Mexico – Bermuda                         | 2 – 1                                    | Nations League 2019/20                   |                                          |                                          |
| 7                                        | 30 september 2020                        | Mexico – Guatemala                       | 3 – 0                                    | Vriendschappelijk                        |                                          |                                          |
| 8                                        | 13 oktober 2020                          | Algerije – Mexico                        | 2 – 2                                    | Vriendschappelijk                        |                                          |                                          |
| 9                                        | 14 november 2020                         | Mexico – Zuid-Korea                      | 3 – 2                                    | Vriendschappelijk                        |                                          |                                          |
| 10                                       | 17 november 2020                         | Japan – Mexico                           | 0 – 2                                    | Vriendschappelijk                        |                                          |                                          |
| 11                                       | 27 maart 2021                            | Wales – Mexico                           | 1 – 0                                    | Vriendschappelijk                        |                                          |                                          |
| 12                                       | 30 maart 2021                            | Mexico – Costa Rica                      | 1 – 0                                    | Vriendschappelijk                        |                                          |                                          |
| 13                                       | 29 mei 2021                              | Mexico – IJsland                         | 2 – 1                                    | Vriendschappelijk                        |                                          |                                          |
| 14                                       | 12 juni 2021                             | Mexico – Honduras                        | 0 – 0                                    | Vriendschappelijk                        |                                          |                                          |
| 15                                       | 30 juni 2021                             | Mexico – Panama                          | 3 – 0                                    | Vriendschappelijk                        |                                          |                                          |
| 16                                       | 2 september 2021                         | Mexico – Jamaica                         | 2 – 1                                    | WK 2022 kwalificatie                     |                                          |                                          |
| 17                                       | 8 september 2021                         | Panama – Mexico                          | 1 – 1                                    | WK 2022 kwalificatie                     |                                          |                                          |
| 18                                       | 7 oktober 2021                           | Mexico – Canada                          | 1 – 1                                    | WK 2022 kwalificatie                     | 21'                                      |                                          |
| 19                                       | 16 november 2021                         | Canada – Mexico                          | 2 – 1                                    | WK 2022 kwalificatie                     |                                          |                                          |
| 20                                       | 27 januari 2022                          | Jamaica – Mexico                         | 1 – 2                                    | WK 2022 kwalificatie                     |                                          |                                          |
| 21                                       | 24 maart 2022                            | Mexico – Verenigde Staten                | 0 – 0                                    | WK 2022 kwalificatie                     |                                          |                                          |
| 22                                       | 27 maart 2022                            | Honduras – Mexico                        | 0 – 1                                    | WK 2022 kwalificatie                     |                                          |                                          |
| 23                                       | 30 maart 2022                            | Mexico – El Salvador                     | 2 – 0                                    | WK 2022 kwalificatie                     |                                          |                                          |
| 24                                       | 2 juni 2022                              | Mexico – Uruguay                         | 0 – 3                                    | Vriendschappelijk                        |                                          |                                          |
| 25                                       | 5 juni 2022                              | Mexico – Ecuador                         | 0 – 0                                    | Vriendschappelijk                        |                                          |                                          |
| Als speler bij Ajax                      |                                          |                                          |                                          |                                          |                                          |                                          |
| 26                                       | 16 november 2022                         | Mexico – Zweden                          | 1 – 2                                    | Vriendschappelijk                        |                                          |                                          |
| 27                                       | 22 november 2022                         | Mexico – Polen                           | 0 – 0                                    | WK 2022                                  |                                          |                                          |
| 28                                       | 30 november 2022                         | Saoedi-Arabië – Mexico                   | 1 – 2                                    | WK 2022                                  |                                          |                                          |
| 29                                       | 26 maart 2023                            | Mexico – Jamaica                         | 2 – 2                                    | Nations League 2022/23                   |                                          |                                          |
| 30                                       | 10 juni 2023                             | Mexico – Kameroen                        | 2 – 2                                    | Vriendschappelijk                        |                                          |                                          |
| 31                                       | 15 juni 2023                             | Verenigde Staten – Mexico                | 3 – 0                                    | Nations League 2022/23                   |                                          |                                          |
| 32                                       | 25 juni 2023                             | Mexico – Honduras                        | 4 – 0                                    | Gold Cup 2023                            |                                          |                                          |
| 33                                       | 29 juni 2023                             | Haïti – Mexico                           | 1 – 3                                    | Gold Cup 2023                            |                                          |                                          |
| 34                                       | 8 juli 2023                              | Mexico – Costa Rica                      | 2 – 0                                    | Gold Cup 2023                            |                                          |                                          |
| 35                                       | 12 juli 2023                             | Jamaica – Mexico                         | 0 – 3                                    | Gold Cup 2023                            |                                          |                                          |
| 36                                       | 16 juli 2023                             | Mexico – Panama                          | 1 – 0                                    | Gold Cup 2023                            |                                          |                                          |
| Als speler bij FC Porto                  |                                          |                                          |                                          |                                          |                                          |                                          |
| 37                                       | 14 oktober 2023                          | Mexico – Ghana                           | 2 – 0                                    | Vriendschappelijk                        |                                          |                                          |
| 38                                       | 17 oktober 2023                          | Mexico – Duitsland                       | 2 – 2                                    | Vriendschappelijk                        |                                          |                                          |
| 39                                       | 17 november 2023                         | Honduras – Mexico                        | 2 – 0                                    | Nations League 2023/24                   |                                          |                                          |
| 40                                       | 21 november 2023                         | Mexico – Honduras                        | 2 – 0 (4 – 2 n.s.)                       | Nations League 2023/24                   |                                          |                                          |
| 41                                       | 24 maart 2024                            | Verenigde Staten – Mexico                | 2 – 0                                    | Nations League 2023/24                   |                                          |                                          |
| 42                                       | 22 juni 2024                             | Mexico – Jamaica                         | 1 – 0                                    | Copa América 2024                        |                                          |                                          |
| 43                                       | 26 juni 2024                             | Venezuela – Mexico                       | 1 – 0                                    | Copa América 2024                        |                                          |                                          |
| 44                                       | 30 juni 2024                             | Mexico – Ecuador                         | 0 – 0                                    | Copa América 2024                        |                                          |                                          |

Bijgewerkt op 23 juli 2024.

## Erelijst
| Competitie       |              |                                    |              |              |
| Competitie       | Aantal       | Jaren                              |              |              |
| Club América     | Club América | Club América                       | Club América | Club América |
| ---------------- | ------------ | ---------------------------------- | ------------ | ------------ |
| Liga MX          | 2            | 2017/18 Clausura, 2018/19 Apertura |              |              |
| Copa MX          | 1            | 2018/19 Clausura                   |              |              |
| Supercopa MX     | 1            | 2018/19                            |              |              |
| FC Porto         |              |                                    |              |              |
| Taça de Portugal | 1            | 2023/24                            |              |              |
| Mexico           |              |                                    |              |              |
| Gold Cup         | 1            | 2023                               |              |              |